# Álvaro Silva
Álvaro Silva Linares (Andújar, Jaén, España, 30 de marzo de 1984) es un futbolista español, con nacionalidad filipina debido a sus orígenes familiares. Actualmente juega como defensa central en el Antequera C. F. de la Segunda División RFEF y en la selección de Filipinas.

## Trayectoria
Nacido en la localidad jienense de Andújar, aunque a una temprana edad cambió su residencia junto con su familia a la ciudad costera de Marbella, Málaga. En 2014, Silva adquirió la nacionalidad filipina, dado que su abuela paterna era natural del archipiélago asiático.
Empezó jugando en las categorías inferiores del Málaga CF, aunque pasó como cedido por la UD Marbella, y llegó a jugar en el primer equipo malaguista. En 2008 fue cedido al Xerez CD, con el que logró un histórico ascenso en la temporada 2008-09. 
Para la siguiente campaña, se marchó a su máximo rival, el Cádiz CF, ya que la directiva xerecista no contaba con él (según se pudo leer en la prensa), y permaneció dos años en el club gaditano. En 2011, Álvaro volvió al Xerez CD. Pero ante la falta de minutos, el Xerez CD lo cede al Petrolul Ploiești de la Liga I rumana para la segunda parte de la temporada.
Volvió al Xerez para la campaña 2012-13, pero nuevamente la escasez de oportunidades le impulsa a abandonar el equipo, esta vez con la carta de libertad, ya que rescindió su contrato con la entidad.
En 2012, emprendería una aventura al extranjero que duraría 11 años, jugando en países como Rumanía, Azerbaiyán, Kuwait, Corea del Sur, Vietnam, Malasia, Filipinas y Tailandia.
De su primera experiencia en el Petrolul Ploiești de Rumanía regresaría al Xerez, pero muy pronto se marcharía a Azerbaiyán para jugar en el FK Khazar Lankaran.
En julio de 2014, el defensa marbellí firmó por el Qadsia S.C. de Kuwait y más tarde, firmó por el Daejeon Citizen en Corea del Sur. 
En enero de 2017, firma por el Hà Nội FC de Vietnam.
En 2018, firma por dos temporadas por el Kedah FA de Malasia. 
En 2019 llegó a Filipinas, país con el que es internacional por su ascendencia, para jugar en el Ceres-Negros FC en el que juega durante 6 meses.
En julio de 2019, firma por el Suphanburi FC de la Liga de Tailandia en el que juega hasta enero de 2020, fecha en la que firma por el BG Pathum United. 
En mayo de 2021, rescindiría su contrato con el BG Pathum United de la Liga de Tailandia.
A finales de agosto de 2021 regresó al fútbol español para jugar en el Antequera C. F. de la Segunda División RFEF.

## Clubes
| Club                       | País               | Año         |
| -------------------------- | ------------------ | ----------- |
| UD Marbella (cedido)       | España             | 2003-2004   |
| Málaga B                   | España             | 2004-2006   |
| Málaga CF                  | España             | 2006-2008   |
| Xerez CD (cedido)          | España             | 2008-2009   |
| Cádiz CF                   | España             | 2009-2011   |
| Xerez CD                   | España             | 2011        |
| Petrolul Ploiești (cedido) | Rumanía            | 2012        |
| Xerez CD                   | España             | 2012        |
| FK Khazar Lankaran         | Azerbaiyán         | 2013-2014   |
| Qadsia S.C.                | Kuwait             | 2014-2015   |
| Daejeon Citizen            | República de Corea | 2015-2016   |
| Hà Nội FC                  | Vietnam            | 2017        |
| Kedah FA                   | Malasia            | 2018 - 2019 |
| Ceres-Negros FC            | Filipinas          | 2019        |
| Suphanburi FC              | Tailandia          | 2019        |
| BG Pathum United           | Tailandia          | 2020 - 2021 |
| Antequera CF               | España             | 2021 -      |

## Palmarés

### Campeonatos nacionales
| Título                   | Club     | País   | Año     |
| ------------------------ | -------- | ------ | ------- |
| Liga de Segunda División | Xerez CD | España | 2008/09 |